# 555
Évszázadok: 5. század – 6. század – 7. század
Évtizedek: 500-as évek – 510-es évek – 520-as évek – 530-as évek – 540-es évek – 550-es évek – 560-as évek – 570-es évek – 580-as évek – 590-es évek – 600-as évek
Évek: 550 – 551 – 552 – 553 –  554 – 555 – 556 – 557 – 558 – 559 – 560

## Események

### Bizánci Birodalom
- Itália, Észak-Afrika és Dél-Hispánia meghódítását követően a birodalom eléri legnagyobb kiterjedését.
- A lazicai háborúban a perzsa főparancsnok, Mermeroész visszavonulásra kényszerít egy létszámfölényben lévő bizánci-grúz sereget és megerősíti a perzsák állásait Lazica keleti felén. Röviddel később azonban megbetegszik és meghal.
- Lazica királya, II. Gubazész Iusztinianosz császárnak írt levelében inkompetenciával vádolja a bizánci parancsnokokat, Martinust és Rusticust. Válaszul azok azt állítják, hogy a király lepaktált a perzsákkal. A császár utasítja a parancsnokokat hogy vizsgálják ki a vádakat és ha kell tartóztassák le Gubazészt. A parancsnokok egy perzsa erőd ostrománál meggyilkolják a királyt.
- Miután engedett a császár követelésének és elítélte a "három cikkelyt", Vigilius pápa elhagyhatja Konstantinápolyt és hazatérhet. Útközben azonban Szicíliában meghal.

### Európa
- Hosszas betegeskedés után húsz éves korában meghal Theudebald, a Frank Birodalom keleti részének, Austrasiának a királya. Mivel gyereke nincs, országára nagyapja testvére, I. Clothar teszi rá a kezét. Hogy trónigényét megerősítse, feleségül veszi Theudebald özvegyét, Vuldetradét.

### Kína
- A Liang-dinasztiában a megszálló Nyugati Vejjel szövetkező Hsziao Csa (miután meggyilkolta fogsága esett nagybátyját, Jüan császárt) császárrá kiáltja ki magát és Hszüan uralkodói néven megalapítja a Nyugati Liang dinasztiát.
- A Liang-dinasztia keleti felén Vang Szong-pien és Csen Pa-hszien hadvezérek Jüan császár 12 éves fiát, Hsziao Fang-csit ismerik el törvényes uralkodónak. A szomszédos Északi Csi császárának nyomására azonban elfogadják, hogy inkább az évek óta Csi fogságában élő Hsziao Jüan-ming legyen a császár, Fang-csi pedig a trónörökös. Ősszel azonban Csen Pa-hszien meggyilkolja Vang Szong-pient és elfoglalja a fővárost; majd lemondatja Hsziao Jüan-minget és ismét Fang-csit helyezi a trónra. Télen Északi Csi hadsereget küld Liangba, de a támadást feltartóztatják.

### Közép-Ázsia
- A türkök megsemmisítik a zsuanzsuan állam maradékait is, minden foglyukat - a gyerekek kivételével - lemészárolják. Egyes feltételezések szerint a nyugat felé menekülő zsuanzsuanokból lettek Európában az avarok.

## Születések
- Hadídzsa bint Huvajlid, Mohamed próféta első felesége

## Halálozások
- június 7. – Vigilius, római pápa
- Theudebald, frank király
- II. Gubazész, lazicai király
- Liang Jüan-ti, a Liang-dinasztia császára
- Szent Helier, remete szent

## Fordítás
- Ez a szócikk részben vagy egészben  a(z)   555 című angol Wikipédia-szócikk ezen változatának fordításán alapul.  Az eredeti cikk szerkesztőit annak laptörténete sorolja fel. Ez a jelzés csupán a megfogalmazás eredetét és a szerzői jogokat jelzi, nem szolgál a cikkben szereplő információk forrásmegjelöléseként.